# Артёмов, Владимир Николаевич (гимнаст)
Влади́мир Никола́евич Артёмов (род. 7 декабря 1964, Владимир, СССР) — советский гимнаст, четырёхкратный олимпийский чемпион летней Олимпиады 1988 года, шестикратный чемпион мира, Заслуженный мастер спорта СССР (1984).

## Биография
Окончил Владимирский государственный педагогический институт, в котором затем преподавал. Выступал за местное ВДФСО профсоюзов «Буревестник».
Чемпион мира в командном первенстве (1985, 1987 и 1989 годов), в упражнениях на брусьях (1983, 1987 и 1989 годов), серебряный призёр в многоборье (1985 года), в командном первенстве (1983 года), в вольных упражнениях (1987 и 1989 годов), в упражнениях на перекладине (1989 года). Абсолютный чемпион СССР (1984 года).
В 1990 году уехал в США, где и живёт в настоящее время в Пенсильвании.

## Награды
- Орден «Знак Почёта» (1985)